# Chorschule
Eine Chorschule ist eine Lehrstätte, in der eine Gesangsausbildung stattfindet. Ziel der Ausbildung ist das Singen in einem Chor.
Chorschulen existieren seit dem Mittelalter und waren oft Teil eines Klosters. Heute werden Chorschulen von kirchlichen oder privaten Trägern gefördert. Als Beispiel werden hier die Wiener Sängerknaben oder die Regensburger Domspatzen genannt.